# Primera División 1911 (Argentinië)
In 1911 werd het twintigste seizoen gespeeld van de Primera División, de hoogste voetbaldivisie van Argentinië. Alumni AC werd kampioen. 

## Eindstand
| Plaats | Club                               | Wed. | W  | G | V  | Saldo | Ptn. |
| ------ | ---------------------------------- | ---- | -- | - | -- | ----- | ---- |
| 1º     | Alumni Athletic Club               | 16   | 11 | 1 | 4  | 48:15 | 23   |
| 1º     | CA Porteño                         | 16   | 10 | 3 | 3  | 26:12 | 23   |
| 3º     | CA San Isidro                      | 16   | 7  | 4 | 5  | 29:25 | 18   |
| 4º     | Racing Club de Avellaneda          | 16   | 6  | 5 | 5  | 26:24 | 17   |
| 5º     | CA River Plate                     | 16   | 6  | 4 | 6  | 22:31 | 16   |
| 6º     | Gimnasia y Esgrima de Buenos Aires | 16   | 5  | 4 | 7  | 28:31 | 14   |
| 7º     | Belgrano Athletic                  | 16   | 4  | 5 | 7  | 23:28 | 13   |
| 8º     | Estudiantes Buenos Aires           | 16   | 2  | 8 | 6  | 20:36 | 12   |
| 9º     | Quilmes AC                         | 16   | 2  | 4 | 10 | 23:43 | 8    |

|  | Gekwalificeerd voor finale |

### Finale
|             |                      |       |            |  |
| 26 november | Alumni Athletic Club | 2 – 1 | CA Porteño |  |
| 26 november |                      |       |            |  |